# Strelci
Strelci – wieś w Słowenii, w gminie Markovci. W 2018 roku liczyła 106 mieszkańców.